# Corbillos de los Oteros
Corbillos de los Oteros is een gemeente in de Spaanse provincie León in de regio Castilië en León met een oppervlakte van 31,80 km². Corbillos de los Oteros telt 215 inwoners (1 januari 2016).

## Demografische ontwikkeling
Bron: INE, 1857-2011: volkstellingen